# Escaldàrium - Festa del foc i l'aigua
El Ball de Diables de Caldes de Montbui és un ball de diables que va crear-se l'any 1992 per un grup de joves de Caldes de Montbui. L'any 1994 es va crear la Festa del Foc i l'Aigua de l'Escaldàrium, hereva de l'antiga Festa romana que s'havia fet durant uns anys a la població, i que vol representar l'origen llegendari de l'aigua termal. L'esdeveniment té lloc cada any el segon dissabte de juliol. És «l'única festa d'aquestes característiques que es pot veure i gaudir a Catalunya i, segurament, a l'Estat»

## Els orígens
L'any 1994, el Ball de Diables ja tenia dos anys de vida i prou experiència com per afegir al seu calendari anual una altra activitat i, alhora, proporcionar a Caldes una nova festa popular. Ja feia algun temps que entitats juvenils i Ajuntament organitzaven jornades lúdiques a l'estiu, amb força èxit de participació; així, durant uns anys, es va celebrar la Festa Romana: una activitat que durava tot un dia, al llarg del qual s'evocaven els orígens de la vila a través de jocs de rol, sopars a l'aire lliure, balls i fins i tot un bany a les termes romanes.
L'èxit d'aquesta festa es devia, en part, al fet que era l'única cita lúdica i festiva del calendari local en l'època de la calor, ja que la Festa Major -a l'octubre- i el Carnestoltes, -al febrer-, sempre se celebren amb el gran inconvenient del fred. Després d'uns quants anys, la Festa Romana es va deixar de celebrar i el Ball de Diables va voler contribuir a que Caldes continués tenint una Festa Major d'estiu. Així, aplegant idees d'aquí i d'allà, va sorgir el concepte: una festa que havia de barrejar correfoc, correaigua i música en directe i on s'havien d'aplegar els dos elements que, en un sentit mitològic, componen l'aigua termal, el foc i l'aigua.
Al llarg de les edicions que s'han fet, la Festa del Foc i l'Aigua ha anat evolucionant a partir d'aquest concepte inicial fins a adoptar una forma definitiva: l'acte té lloc a la Plaça del Lleó de Caldes de Montbui a principis de juliol i consta de nou danses, cinc de foc, tres d'aigua, alternades, finalitzant amb una on es combina foc i aigua; en les de foc, la gent balla i salta sota les espurnes dels diables, que en cada dansa utilitzen diversos muntatges pirotècnics dissenyats específicament; en les d'aigua, els participants ballen sota el raig de quatre mànegues. Tot plegat està amenitzat per una música interpretada en directe per una orquestra de músics locals, i composta expressament per la festa. Entre ball i ball, els timbalers dels diables fan retronar els seus instruments per tota la plaça.
La diferència major és el fet que El Ball té la seva música pròpia. Surten dues bèsties locals, una és l'hidra que es va incorporar fa escassos anys i l'altre és la Godra, la quimera creada el 2000, una segona vegada en un correfoc a la Festa Major el segon dissabte d'octubre. La festa del Ball de Diables i la música de Ramon Solé són part dels nous corrents de creació de cultura i tradició catalanes. La festa va acompanyada d'una sèrie de deu danses compostes per Ramon Solé. El disc va conèixer una segona edició el 2010.

## La llegenda
Rumors, brogits… males llengües parlen d'uns rituals prohibits que lliguen l'Infern amb la Terra i el foc amb l'aigua: ESCALDÀRIUM. Any rere any, durant la primera quinzena de juliol, la gent es congrega als voltants de la termal Font del Lleó, espantada però encuriosida i excitada, esperant el Termaliot, el culpable de totes les forces que s'han de desencadenar. Els rituals comencen. Les bruixes inicien els seus salts embogides en malignes riallades, crits i innombrables conjurs cap al mascle cabró. Però una força sobrenatural en forma de tempesta irromp, sobtadament, amb la intenció d'arrossegar amb ella perversió i vici. És només una victòria curta. El mal ja s'ha desfermat i res no el podrà aturar. Les portes de l'Infern s'obren, i Llucifer i Diablessa prenen el poder sota un pal·li de foc majestuós per invocar la bèstia que duu a dintre la font termal. De sobte, el fum embolcalla una temible ombra, vomitada des de l'Infern: Godra, la quimera de Caldes, pren la plaça i corromp tot el que troba al seu pas. Altre cop, però, l'aigua intenta enviar tots els mals als confins pregons de la Terra, d'on han sortit. Però és en va. Les forces diabòliques tornen a aixecar el cap.
Pausadament omplen la plaça i en clar vassallatge a la ferotge fera encenen un ceptre de foc. En un últim intent desesperat, l'aigua brolla com una tempesta violenta. Però ja és massa tard per evitar que el foc revifi.
I en una orgia pandemònica fructificarà l'estranya simbiosi que en aquesta plaça unirà el foc amb l'aigua per sempre més. Termaliot haurà vençut.